# تشرزة خون (أوجان الغربي)
تشرزة خون (بالفارسية: چرزه‌خون) هي قرية تقع في إيران في قسم أوجان الغربي الريفي. يقدر عدد سكانها بـ 1,548 نسمة .